# Saga de Gísla Súrssonar
Gísla saga Súrssonar o la Saga de Gísla Súrssonar es una saga islandesa del subgénero de sagas de proscritos escrita entre 1270 y 1320. Los hechos se desarrollan entre 940 y 980. A diferencia de muchas otras sagas, usa el tema de la venganza destruyendo lealtades familiares, y no estrechando las uniones.
Gísle Súrsson es un bóndi que entra en disputa con su goði, Þorgrímur Þorsteinsson también vecino y cuñado. Sin considerar las consecuencias, le acusa de la muerte de su mejor amigo (y hermano de su esposa) Vésteinn Vésteinsson, y lo mata. Como era el goði a quien debía rendir cuentas por su vinculación, el resto de caudillos considera que no es digno de confianza y sin opción a ganar una demanda legal porque nadie le presta apoyo por muy dignas que fueran sus reclamaciones. Incluso su propia hermana se convierte en una encarnizada enemiga y reprueba a su hermano la violenta conducta. Björk Þorsteinsson, hermano de Þorgrímur toma posesión del goðorð y con paciencia y determinación busca venganza por la muerte. Sin apoyos, Gísle es declarado fuera de la ley en el Althing.
En 1981 se realizó una adaptación cinematográfica llamada Útlaginn, dirigida por Ágúst Guðmundsson. El actor Arnar Jónsson interpreta al protagonista Gísli, un hombre perseguido por la ley. 